# Dentinho Guerreiro
Sebastião do Socorro Araújo de Oliveira, mais conhecido como Dentinho Guerreiro (Manaus, 28 de setembro de 1956), é um ex-futebolista brasileiro que atuava como centroavante. 

## Carreira
Obteve destaque no futebol amazonense, antes de se transferir para a Portuguesa de Desportos, ainda foi ídolo em alguns clubes nordestinos, como CSA e Botafogo-PB, antes de encerrar sua carreira no BEC do Maranhão.
Em 1983 chamou a atenção do Brasil ao marcar 42 gols no Campeonato Paraibano daquele ano, com isso se tornou o maior artilheiro da competição em uma só edição, além de ser o 3º jogador com mais gols em uma edição de campeonato estadual, atrás apenas de Pelé do Santos (que marcou 58 gols no Campeonato Paulista de 1958) e Ninão do Palestra Itália (que marcou 43 gols no Campeonato Mineiro de 1928).  No mesmo ano, ainda, Dentinho foi o futebolista que mais marcou gols pelo Brasil, 53, se tornando o Artilheiro do Brasil na Temporada. 

## Títulos

### Como Jogador
São Raimundo
- Campeonato Amazonense: 1974, 1975

CSA
- Campeonato Alagoano: 1980, |1981, 1982

Botafogo-PB
- Campeonato Paraibano: 1984

Auto Esporte-PB
- Campeonato Paraibano: 1987

Confiança
- Campeonato Sergipano: 1990

### Como treinador
Santa Inês Sub-20
- Campeonato Maranhense de Futebol Sub-20: 2000 e 2001

### Como auxiliar
Bacabal
- Campeonato Maranhense: 1996

### Prêmios individuais
ABC
- Artilheiro do Campeonato Potiguar: 1979

CSA
- Artilheiro do Campeonato Alagoano: 1980

Botafogo-PB
- Artilheiro do Campeonato Paraibano: 1983
- Artilheiro do Brasil: 1983

Auto Esporte-PB
- Artilheiro do Campeonato Paraibano: 1987

Comercial-AL
- Artilheiro do Campeonato Alagoano: 1990